# Oxyhammus scutellaris
Oxyhammus scutellaris là một loài bọ cánh cứng trong họ Cerambycidae.